# 馬立站
馬立站（日语：／ Umatate eki */?）是位於千葉縣市原市馬立，屬小湊鐵道的小湊鐵道線車站。

## 車站構造

### 站房
與同期的車站站房相同的風格，為由木所建單層小型站房一座，自開站便一直使用至今，由鹿島建設的前身「鹿島組」所建。外觀帶有少許西洋風格，並且採用了瓦片作屋頂（後期在瓦片下的屋簷則加蓋了鐵皮）。本站房也與其也站方一樣，於1932年時進行了一些擴建，主要是加建左側的站務室，但整體外觀則沒有大的奱化。車站入口設於中央，左側為已停用的站務室，在原售票窗口前放置了一部自動售票機；右側為候車大堂，三邊牆身都嵌置了候車長櫈。
站房外亦設置了一座投幣式電話亭及一座自助拍照機。

### 月台
設有2面2線的相對式月台，長度為米，有效長度為輛。月台之間以末端向上總牛久方、跨越上、下行路軌的平交道所連接。本來月台設計為部份千鳥形規格，後來因應延長月台及令兩邊月台相稱，於是在上行月台末端、及下行月台兩端增長，改成為現時的狀況。本站與上總山田站的設計相同，站房右端設有保線側線一條，為原來貨物車廂停靠處。頭端式盡頭設有水泥及鐵片所建成的倉庫一座，而在下行月台前端建亦有一座以水泥蓋成、設有男、女獨立式的洗手間。至於上行月台，則設有一座有蓋候車亭，並放置了四張候車長櫈。
與上總山田站及海士有木站相同，本站路軌採用「正線進入、側線出站」的設計模式，即離開月台時，原有的線道變成了另一方向的側線。
| 月台     | 路線        | 方向                                   |
| -------- | ----------- | -------------------------------------- |
| 靠近站房 | ■小湊鐵道線 | 上總牛久、里見、養老溪谷、上總中野方向 |
| 遠離站房 | ■小湊鐵道線 | 五井方向                               |

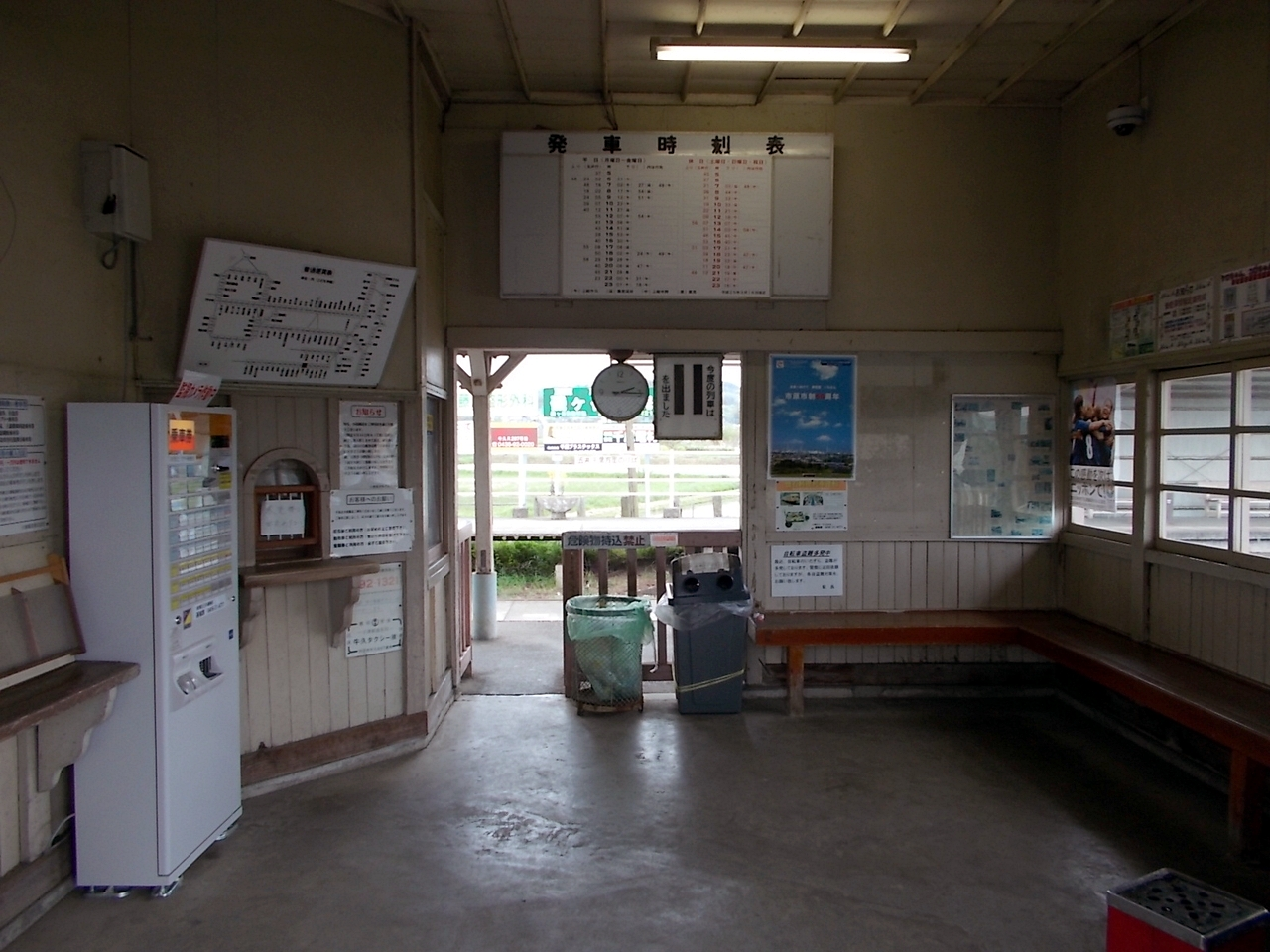
站房內（2013年4月）
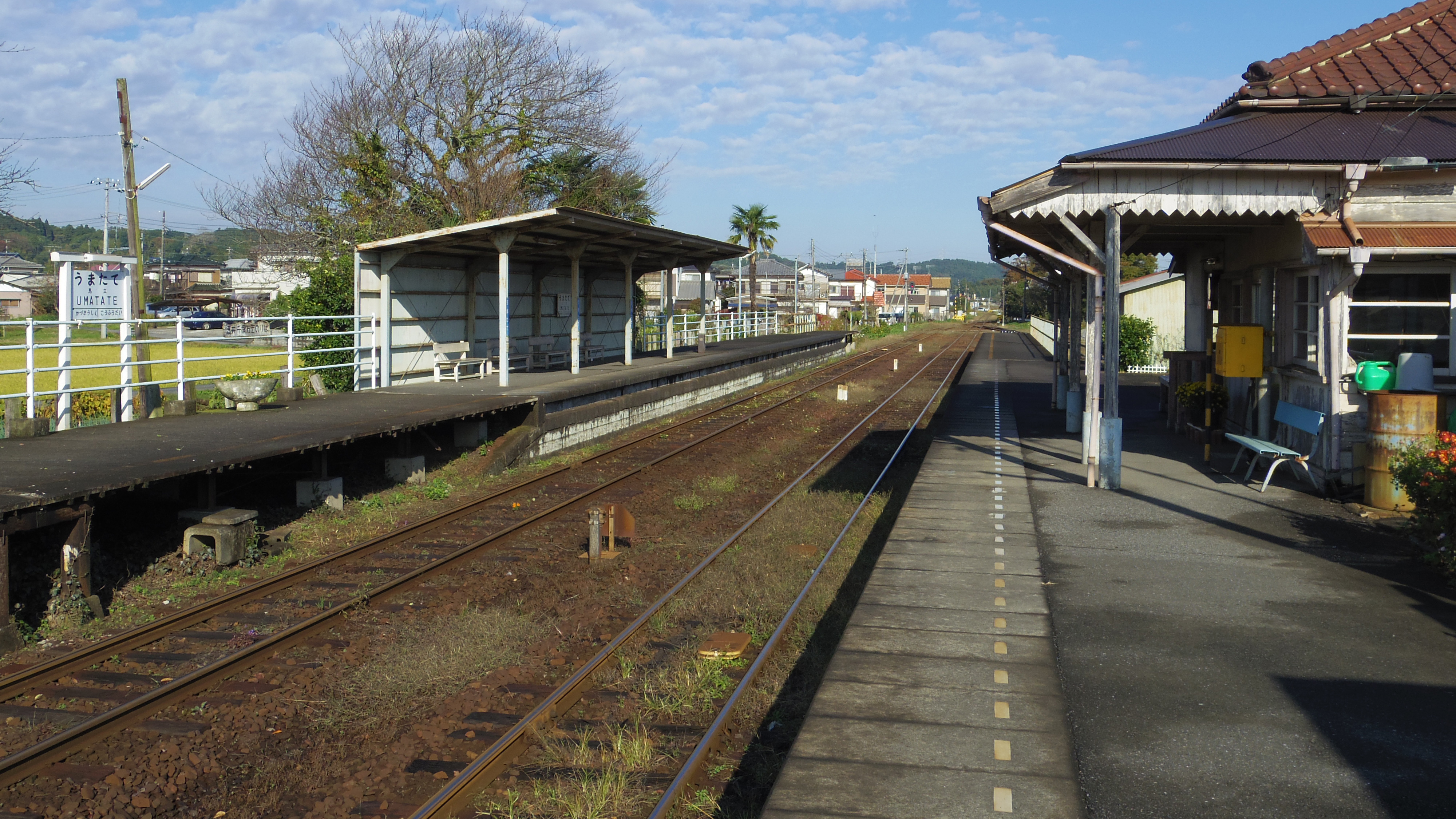
月台（2015年11月）
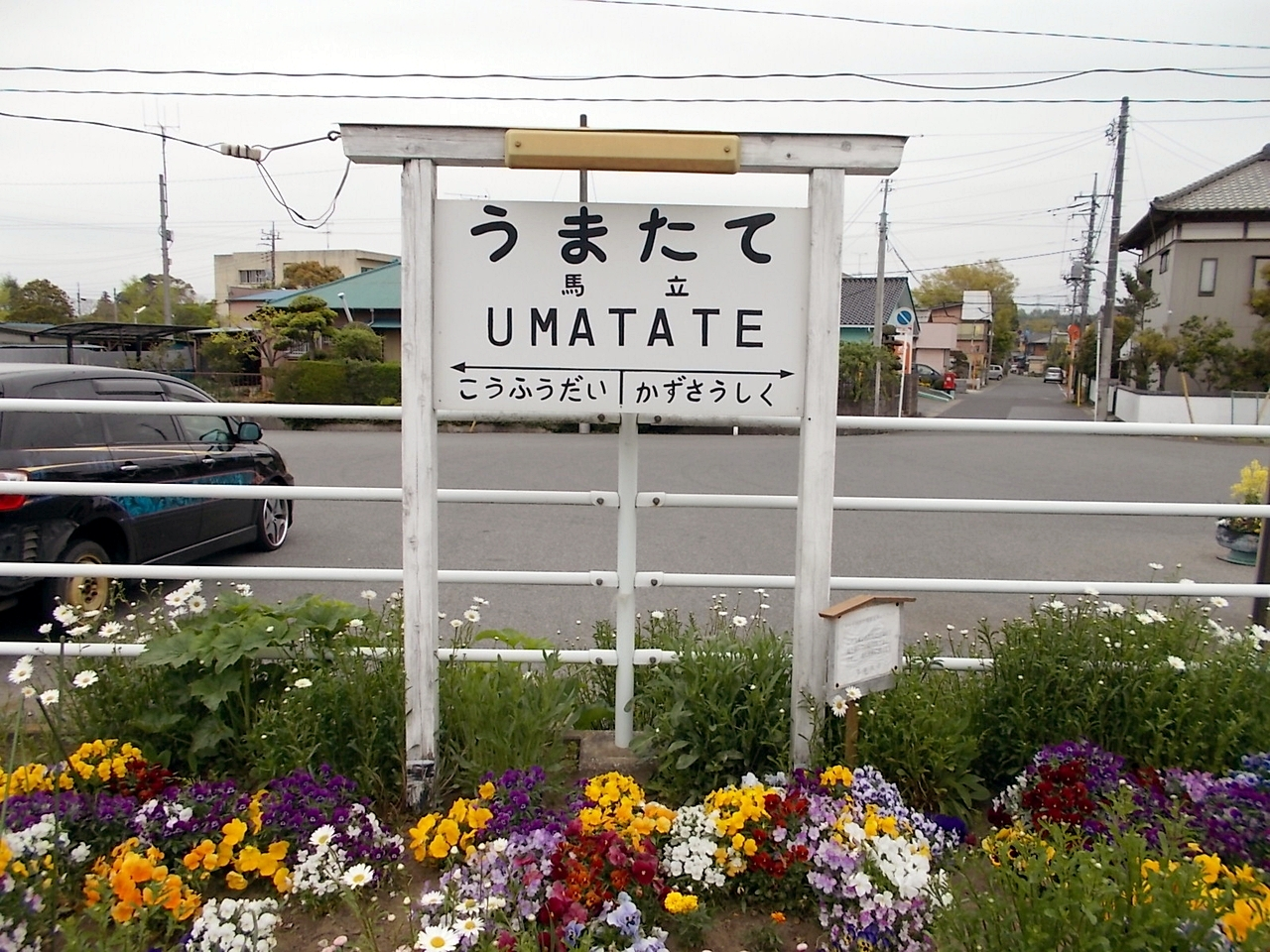
站名牌（2013年4月）

## 歷史
- 1925年3月7日：隨小湊鐵道五井～里見開通，車站啟用[2]。
- 2013年3月15日：當日起結束車站業務，改為無人車站。
- 2016年11月18日：站房申請成為國家登錄有形文化財（建造物）[3][4]。
- 2017年5月2日：「小湊鐵道馬立站站房」被評為國家登錄有形文化財[5]。

## 使用狀況
以下為乘車人次變化列表：
| 乘車人次變化 | 乘車人次變化     | 乘車人次變化 |
| 年度         | 1日平均 乘車人次 | 參考資料     |
| ------------ | ---------------- | ------------ |
| 1987         | 590              | [ 統計 1 ]   |
| 2007         | 314              | [ 統計 2 ]   |
| 2008         | 297              | [ 統計 3 ]   |
| 2009         | 276              | [ 統計 4 ]   |
| 2010         | 253              | [ 統計 5 ]   |
| 2011         | 242              | [ 統計 6 ]   |
| 2012         | 235              | [ 統計 7 ]   |
| 2013         | 222              | [ 統計 8 ]   |
| 2014         | 202              | [ 統計 9 ]   |
| 2015         | 204              | [ 統計 10 ]  |
| 2016         | 199              | [ 統計 11 ]  |
| 2017         | 192              | [ 統計 12 ]  |
| 2018         | 198              | [ 統計 13 ]  |
| 2019         | 198              | [ 統計 14 ]  |
| 2020         | 150              | [ 統計 15 ]  |
| 2021         | 145              | [ 統計 16 ]  |
| 2022         | 164              | [ 統計 17 ]  |

## 相鄰車站
小湊鐵道
■小湊鐵道線
■房總里山Torocco、□觀光急行1、4、11、12號
通過
■普通
光風台－馬立－上總牛久
- 曾經馬立站至上總牛久站之間設有「佐是站」，該站在1944年廢止。

## 軼事
在2021年11月，為配合「房總里山藝術節 市原Art×Mix2020＋」，於候車室的屋頂上掛上了由俄羅斯藝術家里歐尼·堤胥可夫（Leonid Tishkov）的製作的發光裝置、其代表作「私家月亮」（Private Moon），作為他為藝術節而在小湊鐵路沿線車站擺放的「尋找七個月亮的旅程」（7つの月を探す旅）的其中一個展品，並命名為「我的月亮之旅」（僕の月の旅）。而上行月台上的候車亭上亦掛了八幅「私家月亮」在世界各地展出示的巨型相片。

### 統計資料
1. ↑  千葉縣統計年鑑（昭和63年） （页面存档备份，存于）（日語）
2. ↑  千葉縣統計年鑑（平成20年） （页面存档备份，存于）（日語）
3. ↑  千葉縣統計年鑑（平成21年） （页面存档备份，存于）（日語）
4. ↑  千葉縣統計年鑑（平成22年） （页面存档备份，存于）（日語）
5. ↑  千葉縣統計年鑑（平成23年） （页面存档备份，存于）（日語）
6. ↑  千葉縣統計年鑑（平成24年） （页面存档备份，存于）（日語）
7. ↑  千葉縣統計年鑑（平成25年） （页面存档备份，存于）（日語）
8. ↑  千葉縣統計年鑑（平成26年） （页面存档备份，存于）（日語）
9. ↑  千葉縣統計年鑑（平成27年） （页面存档备份，存于）（日語）
10. ↑  千葉縣統計年鑑（平成28年） （页面存档备份，存于）（日語）
11. ↑  千葉縣統計年鑑（平成29年） （页面存档备份，存于）（日語）
12. ↑  千葉縣統計年鑑（平成30年） （页面存档备份，存于）（日語）
13. ↑  千葉縣統計年鑑（令和元年） （页面存档备份，存于）（日語）
14. ↑  .   [2025-04-12]. （原始内容存档于2023-07-25）.
15. ↑  千葉縣統計年鑑（令和3年），11 運輸・通信—111民鉄等駅別1日平均運輸状況（2020(令和2)年度）
16. ↑  千葉縣統計年鑑（令和4年），11 運輸・通信—111民鉄等駅別1日平均運輸状況（2021(令和3)年度）
17. ↑  .   [2025-04-12]. （原始内容存档于2025-01-27）.

## 外部連結
- 馬立站 （页面存档备份，存于）（日語） - 小湊鐵道